# Carlos Ramírez (wielrenner)
Carlos Mario Ramírez Botero (Manizales, 26 oktober 1994) is een Colombiaans wielrenner die anno 2018 rijdt voor GW Shimano

## Carrière
In 2014 werd Ramírez nationaal kampioen tijdrijden bij de beloften, voor Rodrigo Contreras en Brayan Ramírez. Een maand later werd hij, achter Contreras en Ignacio Prado derde op het Pan-Amerikaanse kampioenschap. In 2016 werd hij, in dienst van Movistar Team, wederom nationaal kampioen. Op het Pan-Amerikaanse kampioenschap was enkel José Luis Rodríguez sneller.

## Overwinningen
2014
 Colombiaans kampioen tijdrijden, Beloften
2016
 Colombiaans kampioen tijdrijden, Beloften

## Resultaten in voornaamste wedstrijden
| Jaar | Milaan-San Remo |
| ---- | --------------- |
| 2015 | opgave          |

## Ploegen
- 2015 –  Colombia
- 2016 –  Movistar Team
- 2018 –  GW Shimano

Ávila · Cano · Castiblanco · Díaz · Duarte · Duque · Martínez · Molano · Pantoja · Paredes · Pedraza · Quintero · B.Ramírez · C.Ramírez · Rubiano · Sarmiento · Torres · Valencia · Barón (stagiair)
Cardona · Martínez · Osorio · Ospina · Parra · Pedraza · Ramírez · Rendón · Reyes · Serpa · Talero · Tamayo